# Peter Lord

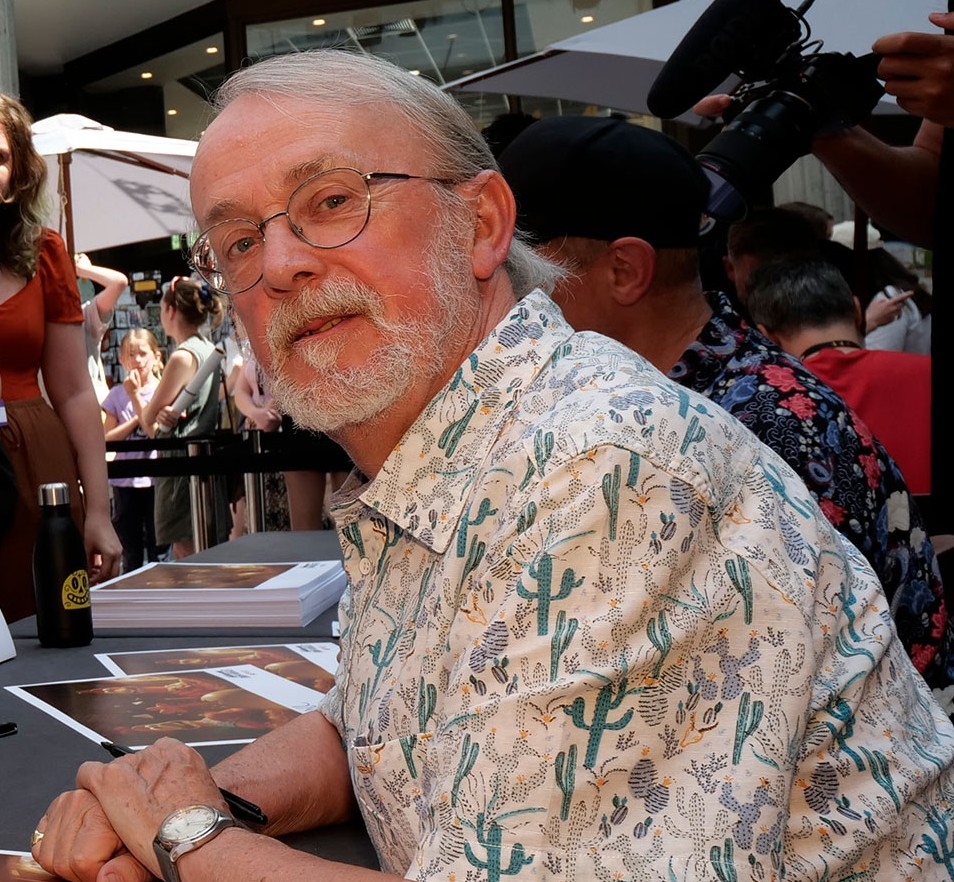
Peter Lord (2023)

Peter Lord (* 1953 in Bristol, England) ist ein britischer Regisseur und Produzent sowie Mitbegründer der Oscar-prämierten Aardman Animation Studios.

## Leben
Zusammen mit seinem Freund David Sproxton gründete Lord Mitte der 1970er Jahre die anfangs nur Aardman genannte Filmproduktionsfirma in einem Hinterhofgebäude  von Bristol. Um den gemeinsamen Traum eines eigenen individuellen Trickfilmstils zu realisieren, experimentierten die beiden mit Knetmasse und entwickelten die Claymationtechnik (clay englisch = Knet- oder Modelliermasse). Lord und Sproxton fotografierten die Bewegungsabläufe in aufwändiger Stop-Motion-Technik. Wenig später stieß Nick Park zu dem Duo. Park wurde Schöpfer der Wallace and Gromit-Kurzfilme. Lord, Sproxton und Park wurden 2000 für Chicken Run mehrfach ausgezeichnet (ihr erster Animationsfilm in Spielfilmlänge) und erhielten 2005 den Academy Award für ihren abendfüllenden Animationsfilm Wallace & Gromit: Auf der Jagd nach dem Riesenkaninchen.

## Filmografie
Neben Werbefilmproduktionen schuf Lord folgende Filme:
- 1986: Sledgehammer (Musikvideo zum Titel von Peter Gabriel, Regie: Stephen R. Johnson)
- 1989: Creature Comforts (Kurzfilm)
- 1989: Wallace & Gromit – Alles Käse (A Grand Day Out) (Kurzfilm)
- 1992: Adam (Kurzfilm)
- 1993: Wallace & Gromit – Die Techno-Hose (The Wrong Trousers) (Kurzfilm)
- 1995: Wallace & Gromit – Unter Schafen (A Close Shave) (Kurzfilm)
- 1996: Wat’s Pig (Kurzfilm)
- 2000: Chicken Run – Hennen rennen (Chicken Run)
- 2005: Wallace & Gromit – Auf der Jagd nach dem Riesenkaninchen (Wallace & Gromit: The Curse Of The Were-Rabbit)
- 2012: Die Piraten! – Ein Haufen merkwürdiger Typen (The Pirates! In an Adventure with Scientists)
- 2018: Early Man – Steinzeit bereit (Early Man)